# María Bernabéu
María Bernabéu Avomo (Salamanca, 15 de febrero de 1988) es una deportista española de ascendencia ecuatoguineana que compitió en judo.
Ganó dos medallas en el Campeonato Mundial de Judo, plata en 2015 y bronce en 2017, ambas en la categoría de –70 kg.
Participó en dos Juegos Olímpicos de Verano, ocupando el quinto lugar en Río de Janeiro 2016 y el 17.º en Tokio 2020.

## Palmarés internacional
| Campeonato Mundial | Campeonato Mundial  | Campeonato Mundial | Campeonato Mundial |
| Año                | Lugar               | Medalla            | Categoría          |
| ------------------ | ------------------- | ------------------ | ------------------ |
| 2015               | Astaná (Kazajistán) | Medalla de plata   | –70 kg             |
| 2017               | Budapest (Hungría)  | Medalla de bronce  | –70 kg             |